# Joseph du Château
Joseph Pierre Marie du Château (Gent, 17 januari 1896 - Brugge, 8 oktober 1968) was een Belgisch volksvertegenwoordiger en burgemeester voor de Katholieke Partij.

## Levensloop
Du Château was industrieel. 
Hij werd verkozen tot gemeenteraadslid van Wetteren en was van 1927 tot 1957 burgemeester van deze gemeente.
In 1936 werd hij katholiek volksvertegenwoordiger voor het arrondissement Dendermonde en vervulde dit mandaat tot in 1946.
Hij was ook voorzitter (1965-1968) van de Belgische Wielrijdersbond.